# Parachilus flavorufus
Parachilus flavorufus är en stekelart som först beskrevs av Giordani Soika 1941.  Parachilus flavorufus ingår i släktet Parachilus och familjen Eumenidae. Inga underarter finns listade i Catalogue of Life.